# Daniel DiNardo

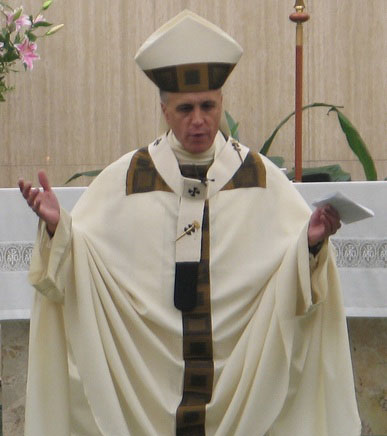
Daniel Kardinal DiNardo

Wappen von Kardinal DiNardo

Daniel Nicholas Kardinal DiNardo (* 23. Mai 1949 in Steubenville, Ohio) ist ein US-amerikanischer Geistlicher und emeritierter römisch-katholischer Erzbischof von Galveston-Houston. Von 2016 bis 2019 war er Präsident der Bischofskonferenz der Vereinigten Staaten.

## Leben
Nach dem Besuch der St. Anne Grade School (1955–1963) zu Castle Shannon und der Jesuitenschule in Pittsburgh (1963–1967), besuchte DiNardo das St. Paul Priesterseminar und die Duquesne University (1967–1969). Ab 1969 war er Student an der Catholic University of America, wo er seine Studien mit einem Magister der Philosophie abschloss.
Am 16. Juli 1977 durch Bischof Vincent Martin Leonard zum Priester des Bistums Pittsburgh geweiht, war er anschließend Kaplan der Pfarrei St. Pius X. und ab 1981 Vizekanzler der Kurie des Bischofs von Pittsburgh sowie Professor am St. Paul Priesterseminar. Von 1984 bis Dezember 1990 in Rom lebend und in der Kongregation für die Bischöfe tätig, wurde er anschließend in seiner Heimatdiözese Stellvertretender Leiter des Sekretariates für die katholischen Schulen im Generalvikariat und Seelsorger der Madonna del Castello Church in Swissvale. 1994 wurde er Pfarrer der neuen Gemeinde St. Peter and Paul in Franklin Park Borough.

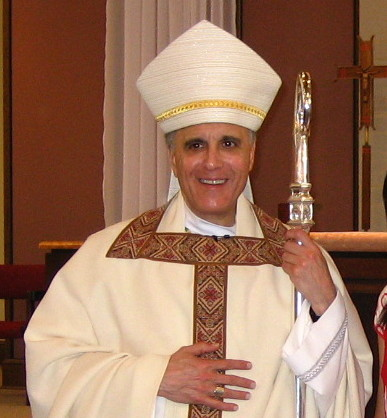
Erzbischof DiNardo (2006)

Am 19. August 1997 von Papst Johannes Paul II. zum Koadjutor des Bischofs von Sioux City ernannt, empfing er am 7. Oktober 1997 durch Bischof Lawrence Donald Soens die Bischofsweihe. Mitkonsekratoren waren der Bischof von Pittsburgh, Donald William Wuerl, und der Bischof von La Crosse, Raymond Leo Burke. Mit dem Rücktritt von Lawrence Donald Soens am 28. November 1998 folgte er diesem als Bischof von Sioux City nach. Am 16. Januar 2004 ernannte ihn Papst Johannes Paul II. zum Koadjutorbischof von Galveston-Houston. Mit der Erhebung des Bistums zum Erzbistum erhob ihn der Papst am 29. Dezember 2004 in den Rang eines Erzbischofs. Mit dem Rücktritt Joseph Anthony Fiorenzas am 28. Februar 2006 folgte er diesem als Erzbischof von Erzbischof Galveston-Houston nach.
Am 24. November 2007 nahm ihn Benedikt XVI. als Kardinalpriester mit der Titelkirche Sant’Eusebio in das Kardinalskollegium auf. Kardinal DiNardo nahm am Konklave 2013 teil, nachdem Benedikt XVI. am 28. Februar 2013 zurückgetreten war. Ebenso war er Teilnehmer am Konklave 2025.
Am 15. November 2016 wurde Kardinal DiNardo zum Präsidenten der Bischofskonferenz der Vereinigten Staaten gewählt und hatte dieses Amt drei Jahre inne. Seine Amtszeit war unter anderem von den Nachwirkungen der Missbrauchsskandale in der amerikanischen Kirche geprägt. Auch DiNardo selbst wurden Vertuschungen von Missbrauchsfällen vorgeworfen. Im März 2019 erlitt er einen leichten Schlaganfall.
Kardinal DiNardo positioniert sich für ein verschärftes Waffen- sowie Abtreibungsrecht in den USA.
Kardinal DiNardo ist Großprior der Statthalterei USA South Western des Ritterordens vom Heiligen Grab zu Jerusalem.
Am 20. Januar 2025 nahm Papst Franziskus das altersbedingte Rücktrittsgesuch von Daniel DiNardo an.

## Mitgliedschaften

### Römische Kurie
Daniel Kardinal DiNardo ist beziehungsweise war Mitglied folgender Institutionen der Römischen Kurie:
- Päpstlicher Rat der Seelsorge für die Migranten und Menschen unterwegs (seit 2008)[8]
- Päpstlicher Rat für die Kultur (seit 2009)[9]
- Wirtschaftssekretariat (seit 2014)[10]

## Ehrungen
- 2008: Großkreuz des Verdienstordens der Italienischen Republik